# Glaucitinos
Glaucitinos (Glaucytini) é uma tribo de coleópteros da subfamília Cerambycinae.

## Sistemática
- Ordem Coleoptera
  - Subordem Polyphaga
    - Infraordem Cucujiformia
      - Superfamília Chrysomeloidea
        - Família Cerambycidae
          - Subfamília Cerambycinae
            - Tribo Glaucytini (Thomson, 1864)
              - Gênero Aureoglaucytes (Breuning, 1970)
              - Gênero Ceylanoglaucytes (Breuning, 1970)
              - Gênero Coeruleoglaucytes (Breuning & Villiers, 1968)
              - Gênero Dilachnus (Fairmaire, 1896)
              - Gênero Glaucytes (Thomson, 1858)
              - Gênero Graphicoglaucytes (Breuning, 1970)
              - Gênero Helenoglaucytes (Breuning, 1970)
              - Gênero Iresioides (Thomson, 1857)
              - Gênero Metalliglaucytes (Breuning & Villiers, 1968)
              - Gênero Novaeglaucytes (Hayashi, 1961)
              - Gênero Pachycytes (Fairmaire, 1903)
              - Gênero Paracleonice (Breuning, 1970)
              - Gênero Polyphida (Pascoe, 1869)
              - Gênero Polyphidiopsis (Hayahsi, 1979)
              - Gênero Pulchroglaucytes (Breuning & Villiers, 1968)
              - Gênero Scituloglaucytes (Breuning, 1970)
              - Gênero Seuthes (Pascoe, 1869)
              - Gênero Thaumasocerus (Fairmaire, 1871)